# Teutamus rothorum
Teutamus rothorum är en spindelart som beskrevs av Christa L. Deeleman-Reinhold 200. Teutamus rothorum ingår i släktet Teutamus och familjen månspindlar. Inga underarter finns listade i Catalogue of Life.